# Giáo hội Thống Nhất
Liên đoàn Gia đình vì Hòa bình và Thống nhất Thế giới, được biết đến rộng rãi là Giáo hội Thống Nhất, là một phong trào tôn giáo mới gồm các thành viên được gọi là những người theo học thuyết Thống nhất và đôi khi được gọi thông tục trong tiếng Anh là Moonies. Nó được chính thức thành lập vào ngày 1 tháng 5 năm 1954 với tên gọi Hiệp hội Thánh thần vì sự thống nhất của Cơ đốc giáo thế giới (HSA-UWC) tại Seoul, Hàn Quốc, bởi Sun Myung Moon (1920–2012), một người Hàn Quốc tự xưng là đấng cứu thế và cũng nổi tiếng với công việc kinh doanh đầu tư của mình và tham gia vào các phong trào xã hội và chính trị bảo thủ.
Niềm tin của Giáo hội Thống Nhất dựa trên cuốn Nguyên lý giảng luận của Moon, khác với những lời dạy của Tín biểu Nicea trong quan điểm của nó về Chúa Giê-su, và trong việc giới thiệu khái niệm "bồi thường". Phong trào này được biết đến nhiều với các nghi lễ " Chúc phúc" hay  đám cưới hàng loạt độc đáo.
Giáo hội Thống Nhất gây ra nhiều tranh cãi, và được nhiều nhà nghiên cứu xem đó là một cuồng giáo nguy hiểm. Nó cũng gây tranh cãi vì dính líu đến các hoạt động chính trị, bao gồm chống cộng và ủng hộ thống nhất Hàn Quốc. Theo báo cáo của tiểu ban Điều tra Hạ viện Hoa Kỳ, Giáo hội Thống nhất được thành lập bởi Giám đốc Cơ quan Tình báo Trung ương Hàn Quốc, Kim Chong Pil như một công cụ chính trị, và các thành viên của giáo hội này đã thành lập, sở hữu và hỗ trợ các tổ chức ở các lãnh vực liên quan bao gồm kinh doanh, giáo dục, chính trị, và các loại tổ chức khác.

## Tranh cãi

### Vụ ám sát Thủ tướng Abe Shinzo
Năm 2022, cựu Thủ tướng Abe Shinzo bị Yamagami Tetsuya ám sát. Yamagami tuyên bố rằng anh căm hận Giáo hội Thống Nhất, tổ chức mà mẹ anh ta là thành viên và bà này đã buộc phải quyên góp rất nhiều dẫn đến việc doanh nghiệp của gia đình bị phá sản. Mẹ của Yamagami gia nhập Giáo hội Thống Nhất vào năm 1998, bán mảnh đất mà bà được thừa kế từ cha mình và ngôi nhà nơi bà sống cùng 3 người con vào tháng 6 năm 1999, bà tiếp túc quyên góp khoảng 100 triệu yên cho Giáo hội Thống nhất, và cuối cùng thì doanh nghiệp gia đình bị phá sản vào năm 2002. Yamagami nói rằng kế hoạch ban đầu của anh ta là ám sát Hak Ja Han, người vợ góa của Sun Myung Moon và là lãnh đạo hiện tại của Giáo hội Thống Nhất. Tuy nhiên, Yamagami đã từ bỏ việc giết bà Han vì không thể tiếp cận. Anh ta cho rằng Abe và ông ngoại là Nobusuke Kishi, đã góp phần truyền bá Giáo hội Thống Nhất vào Nhật Bản, và quyết định giết Abe sau khi phát hiện trên trang web rằng Abe đã gửi tin nhắn video cho các tổ chức liên quan đến Giáo hội Thống Nhất.
Vào ngày 11 tháng 7 năm 2022, Giáo hội Thống Nhất đã tổ chức một cuộc họp báo để phản ứng về vụ ám sát Abe. Ông Tomihiro Tanaka, người phát ngôn của Giáo hội Thống Nhất thừa nhận rằng trước đây Giáo hội Thống Nhất đã gặp vấn đề với những tín đồ của mình do những lời mời chào bất hợp pháp và những khoản quyên góp lớn. Ông tuyên bố rằng không có rắc rối nào giữa Giáo hội Thống Nhất và các tín đồ của nó kể từ năm 2009, khi nhà thờ bắt đầu nhấn mạnh việc tuân thủ pháp luật.
Tuy nhiên, Mạng lưới luật sư quốc gia chống lại việc buôn bán tâm linh báo cáo rằng các nạn nhân đã bị lừa khoảng 300 triệu yên vào năm 2021. Hiroshi Yamaguchi, luật sư của Mạng lưới luật sư quốc gia chống buôn bán tâm linh, bác bỏ tuyên bố của Giáo hội Thống nhất tại cuộc họp báo, nói rằng, "Giáo hội Thống Nhất nên xem xét nỗi đau và bi kịch của gia đình các tín đồ của mình. Giáo hội Thống Nhất đã khiến nhiều tín đồ của nó bị phá sản". Luật sư, Yasuo Kawai, cáo buộc các chính trị gia và lãnh đạo Nhật Bản không có hành động chống lại Giáo hội Thống Nhất, nơi khiến các gia đình tan rã, trong hơn 30 năm.